# Кристевич
Кри́стевич (болг. Кръстевич) — село в Пловдивській області Болгарії. Входить до складу общини Хисаря.

## Населення
За даними перепису населення 2011 року у селі проживали 418 осіб.
Національний склад населення села:
| Національність   | Кількість осіб | Відсоток |
| ---------------- | -------------- | -------- |
| болгари          | 348            | 83,5%    |
| цигани           | 63             | 15,1%    |
| турки            | 4              | 1,0%     |
| Всього відповіли | 417            |          |

Розподіл населення за віком у 2011 році:
Динаміка населення: